# COGOG
COGOG（英語: COmbined Gas turbine Or Gas turbine）とは、異なる種類のガスタービンエンジンを複数組み合わせ、速度域に応じて切り替えて用いる推進方式のこと。主に艦船で使用される。

## 舶用ガスタービンエンジンと組み合わせ機関
船舶を推進するために必要な動力は、その速度の3乗に比例して増加するという特性がある。例えば原速12ノットを基準とした場合、20ノットなら4.7倍、30ノットなら15.6倍の出力が必要とされており、高速性能を要求すると機関出力に関する要求が急速に増大することになる。一方、特に軍艦では戦術状況に応じて様々な速度域を使い分けることもあって、高速性能は重要とはいっても使用頻度は極めて少なく、全力での運転が行われるのは艦艇の全生涯のうちの5パーセント以内にすぎないといわれている。艦艇の機動性においては、高速性能とともに航続距離も重要だが、その大部分は低速度域で過ごすため、機関は15パーセント以下の出力での燃料消費率を最小にしなければならないことを意味する。
ガスタービンエンジンは、往復運動部分を持たないために静粛性が高く振動が少ないほか、蒸気タービン機関のような汽醸を要さず、暖機運転にかかる時間もディーゼルエンジンよりも短く、即応性に優れるという利点があり、舶用機関として有用である。しかし現在のオープンサイクルガスタービンは、部分負荷での燃料消費率が極めて悪いという特性があり、上記のように幅広い速度域での運用を考慮する必要がある軍艦では、燃料の消費量が増大するという問題がある。
この問題に対して用いられるのが、組み合わせ機関である。一般的に、巡航時の出力が全力の20パーセント以下である場合は、CODOGやCOGOGなど、低速用の巡航機と全力用の高速機を切り替えて用いる方式がよいとされる。100パーセント全力のものを120パーセントにするためにギアリングなどに苦労しても1ノット程度の速力上昇しか得られないのであれば、低速用と全力用に割り切ったほうが効率的という判断である。一方、巡航時の出力が全力の30パーセント以上となると、巡航機の出力を全力時にも使わなければ間に合わなくなることから、CODAGやCOGAGなど、低速用の巡航機とブースト用の加速機を併用する方式がよいとされる。特に40パーセント以上となるとCODAGは不利になり、COGAGやCOSAGが有利となる。なお60パーセント以上の比率となった場合は、組み合わせ機関よりは、1種類のエンジンの分出力で賄ったほうが有利であろうとされる。

## COGOG方式

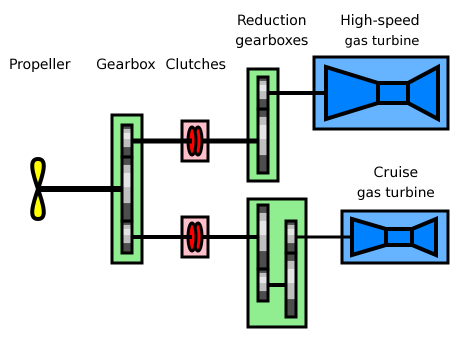
COGOGの模式図。右側の大小二つのエンジン（青）がクラッチ（赤）を介して一つのプロペラ（黄）を回している。使用していないほうのエンジンはクラッチによってプロペラから切り離されるため二つのエンジンは同時に動作することがない。小さいエンジンは出力こそ小さいもののその分燃料消費が少ないため巡航用に用いられる。大きいエンジンは大出力だが大量の燃料を消費するため、戦闘時など高速が必要とされるときだけ運転される。

組み合わせ機関のうち、低速用の巡航機と高速用のブースト機の両方にガスタービンエンジンを用いて、速度域に応じて切り替える方式をCOGOGと称する。一般的には、1本の推進軸に対して、低速用と高速用のガスタービンエンジンが1基ずつ配置される。
ガスタービンエンジンが舶用化された当初は高速用としての性格が強く、低速・巡航用エンジンとしては蒸気タービンやディーゼルエンジンが定番だった。イギリス海軍のカウンティ級駆逐艦では、巡航用に蒸気タービン、高速用には整備性に優れた重構造型ガスタービンエンジンを搭載して、COSAG方式の組み合わせ機関とした。しかしそれらの運用実績を踏まえて、1966年に採択した機関系統化計画（Systematic Machinery Programme, SYMES）では、主機の完全ガスタービン化と艦隊全体での標準化が盛り込まれ、巡航用にもガスタービンエンジンの採用が志向されることとなった。
まず14型フリゲート「エクスマス」が改装され、巡航用にブリストル プロテュース、高速用にオリンパスを用いたCOGOG機関を搭載して、試験に供された。この機関の実現にあたっては、SSS（Synchro-Self-Shifting）クラッチの実用化、可変ピッチプロペラの信頼性向上が背景にあったとされる。その実績を踏まえて、21型フリゲートでは巡航機をタインに変更した構成が採用され、SYMES計画に基づき22型フリゲートや42型駆逐艦でも踏襲された。またイギリス国外でも、海上自衛隊のはつゆき型護衛艦やオランダ海軍のトロンプ級・コルテノール級・ヤコブ・ファン・ヘームスケルク級フリゲート、ギリシャ海軍のエリ級フリゲートやアルゼンチン海軍のアルミランテ・ブラウン級駆逐艦などで採用された。
ただしCOGOG方式は、巡航機をもたないCOGAG方式と比べると燃料消費率では勝る一方、どの速度域であっても低速用と高速用のエンジンのいずれかは停止状態となるため、重量・容積面で無駄が生じるという問題がある。このため、COGOG方式は主にガスタービン推進が普及した初期の頃に用いられたものの、航続距離に加えて高速性能も必要となるガスタービン推進の大型艦ではCOGAG方式が主流となった。